# 伊達村芳
伊達 村芳（だて むらよし）は、伊予吉田藩の第6代藩主。

## 生涯

### 家督相続
安永7年（1778年）3月8日、第5代藩主・伊達村賢の次男として生まれる。兄の村高が早世したため、寛政元年（1789年）3月24日に世子に指名された。寛政2年（1790年）2月9日に父が隠居し、2月16日に亡くなったため、4月8日に家督を継いだ。

### 武左衛門一揆
吉田藩では天災が相次ぎ、幕府による公役負担も増大して財政は苦しかった。このため、領民に重税を強いることで財政を再建しようとしたが、これが原因で領民の不満が爆発し、寛政5年（1793年）2月に武左衛門一揆が起こった。
吉田藩では重税ばかりではなく、百姓の間で行なわれていた副業の製紙業を専売化し、紙方役所を設置していた。そして藩の御用商人である法華津屋に対して製紙を独占させて他国に売ったのである。このため、百姓の利益はほとんど無く、百姓1万人は困窮し、吉田藩の本家である宇和島藩に対して紙専売の強訴を行なったのである。このため、藩は紙方役所を廃止し、百姓の11か条の要求を全て受け入れた。ただし、指導者の武左衛門をはじめとする面々も死罪に処されている。

### その後
寛政6年（1794年）、藩校・時観堂を創設して学問を奨励する。寛政7年（1795年）12月17日、従五位下・若狭守に叙位・任官する。文化13年（1816年）11月6日、家督を婿養子の宗翰に譲って隠居する。文政3年（1820年）8月13日に死去。享年43。